# Österdalälven
Der Österdalälven ist ein mittelschwedischer Fluss, der vom Skandinavischen Gebirge in Richtung Ostsee fließt.

## Geographie
Er entsteht durch den Zusammenfluss von Storån und Sörälven bei Idre im nordwestlichen Dalarna, nahe der norwegischen Grenze. Nach dem Austritt aus dem See Idresjön fließt der Strom auf einer Länge von etwa 230 Kilometern in südöstlicher Richtung. Am Oberlauf gibt es einige Seen und künstliche Stauungen. Der Fluss durchfließt im Mittellauf den See Siljan. Südlich von Gagnef vereinigt er sich mit dem von Westen kommenden Västerdalälven zum Dalälven.
Der Riksväg 70 folgt mit kurzen Unterbrechungen vollständig dem Lauf des Flusses.